# Großer Preis von Malaysia 2003
Der Große Preis von Malaysia 2003 (offiziell 2003 Petronas Malaysian Grand Prix) fand am 23. März auf dem Sepang International Circuit in Sepang statt und war das zweite Rennen der Formel-1-Weltmeisterschaft 2003.

## Berichte

### Hintergrund
Nach dem Großen Preis von Australien führte David Coulthard in der Fahrerwertung mit zwei Punkten vor Juan Pablo Montoya und mit vier Punkten vor Kimi Räikkönen. In der Konstrukteurswertung führte McLaren-Mercedes mit sieben Punkten vor Williams-BMW und mit zehn Punkten vor Renault.
Mit Michael Schumacher (zweimal) und Ralf Schumacher (einmal) traten zwei ehemalige Sieger zu diesem Grand Prix an.

### Training
Vor dem Sonntagsrennen fanden vier Trainingseinheiten statt – zwei am Freitag und zwei am Samstag. Die Sitzungen am Freitagvormittag und -nachmittag dauerten jeweils eine Stunde. Das dritte und letzte Training fand am Samstagmorgen statt und dauerte 45 Minuten.
Die erste Bestzeit am Freitag sicherte sich Alonso mit einer Zeit von 1:37,693 Minuten vor Giancarlo Fisichella und seinem Teamkollegen Jarno Trulli.
Am Samstag übernahm dann Ferrari mit Michael Schumacher die Führung. Er fuhr mit 1:34,980 Minuten die schnellste Zeit vor Rubens Barrichello.

### Qualifikation
Im ersten Qualifikationsabschnitt am Freitag (Vor-Qualifikation) fuhr Michael Schumacher die schnellste Runde vor seinem Teamkollegen Barrichello und Montoya.
Im zweiten Qualifikationsabschnitt am Samstag waren die beiden Renault, angeführt von Alonso mit 1:37,044 Minuten an der Spitze des Feldes. Michael Schumacher wurde Dritter.

### Warm Up
Im Warm Up waren die beiden McLaren-Mercedes die Schnellsten. Räikkönen platzierte sich vor Coulthard und Barrichello.

### Rennen
Sowohl der BAR von Jacques Villeneuve als auch der Toyota von Cristiano da Matta blieben in der Startaufstellung stehen. Während da Matta aus der Boxengasse starten konnte, musste Villeneuve in der Box bleiben, da er wegen Elektronikproblemen an seinem Auto nicht starten konnte. Dieses Durcheinander sorgte jedoch nach der Einführungsrunde für Verwirrung und zwang Giancarlo Fisichella, rückwärts auf seinen Startplatz zu fahren, zum zweiten Mal, dass der Italiener auf dieser Strecke die falsche Position einnahm. Alonso führte die rein von Renault besetzte erste Reihe an und führte die Autos in die erste Kurve, aber Michael Schumacher, der von der dritten Position gestartet war, geriet beim Versuch, Trulli zu überholen, ins Schleudern, drehte Trulli und ließ ihn auf den letzten Platz fallen. Michael Schumacher musste wegen eines neuen Nasenkegels an die Box gehen und fiel nach Verbüßung einer Durchfahrtsstrafe für den Vorfall an das Ende des Feldes zurück. Später übernahm er die Schuld für den Vorfall.
Eine Kettenreaktion weiter hinten im Feld führte dazu, dass Jaguar-Fahrer Antonio Pizzonia Montoya von hinten anfuhr und dessen Heckflügel entfernte. Montoya musste an die Box und verlor zwei Runden, als der Heckflügel ausgetauscht wurde. Dadurch blieb Coulthard von McLaren-Mercedes auf dem zweiten Platz, doch seine Aussichten wurden in der zweiten Runde durch einen Elektronikschaden zunichtegemacht. Später kritisierte er das Team. Sein Teamkollege Räikkönen war auf den zweiten Platz vorgerückt, indem er den Sauber von Nick Heidfeld überholte. In der zehnten Runde überholte Barrichello Heidfeld und belegte den dritten Platz.
Die Podiumsplätze blieben so und Räikkönen schob sich an die Spitze, als Alonso in Runde 14 als Erster von den ersten drei Fahrern an die Box kam, ein Zeichen dafür, dass er während des Qualifyings weniger Treibstoff hatte. Alonso brach den Rekord als jüngster Fahrer, der ein Rennen anführte (der bisherige Rekord bestand seit 1951). Räikkönen fuhr bis zur 19. Runde weiter, nutzte die geringere Kraftstoffmenge, um schnellere Rundenzeiten zu fahren, und kam nach seinem Boxenstopp vor Alonso heraus.
Barrichello machte ebenfalls Zeit gut, bevor er in der 21. Runde an die Box ging, setzte sich aber bei seiner Rückkehr auf die Strecke nicht an Alonso vorbei, mit einem Rückstand von über drei Sekunden. Zu diesem Zeitpunkt hatte sich Trulli auf den 6. Platz vorgearbeitet und forderte den BAR von Jenson Button um den fünften Platz heraus. Räikkönen baute seinen Vorsprung nach und nach aus und erreichte in der 33. Runde 17,8 Sekunden. Button kam in der 34. Runde an die Box, sodass Trulli mit sauberer Luft schnellere Rundenzeiten fahren konnte.
Alonso kam in der 35. Runde an die Box, Barrichello dann in der 38. Runde und vor Alonso wieder raus. Räikkönen war der letzte der Konkurrenten, der in Runde 40 an die Box ging und seinen Vorsprung weiter ausbaute. In der Zwischenzeit hatte eine Verzögerung mit einer Zapfpistole Trulli die Möglichkeit verwehrt, Button an der Box zu überholen. Michael Schumacher, der am Ende seines Stints ein leichtes Auto hatte, überholte Trulli und Button in schneller Folge, bevor er seine Vorteile mit einem letzten Boxenstopp kassierte.
In Runde 41 fuhr Justin Wilson in die Box und schied aus, da sich die Gurte seines HANS-Geräts lösten und seine Schultern einklemmten, was zu einer vorübergehenden Lähmung beider Arme führte. Das Team brauchte fast zehn Minuten, um Wilson aus dem Auto zu befreien, bevor er ins Krankenhaus gebracht wurde. Er erholte sich vor dem nächsten Rennen.
In der 51. Runde drehte sich Trulli beim Versuch, Button zu überholen. Er und Michael Schumacher überholten Button schließlich in der letzten Kurve, nachdem der Brite einen Fehler gemacht hatte. Räikkönen errang schließlich seinen ersten Grand-Prix-Sieg mit einem großen Vorsprung von 39 Sekunden. Barrichello und Alonso komplettierten das Podium. Die restlichen Punkteplatzierungen belegten Ralf Schumacher, Trulli, Michael Schumacher, Button und Heidfeld.
In der Fahrerwertung übernahm Räikkönen die Führung vor Coulthard und Montoya. In der Konstrukteurswertung blieb McLaren-Mercedes in Führung. Ferrari war neuer Zweiter, Renault neuer Dritter.

## Meldeliste
| Team                       | Nr. | Fahrer                | Chassis         | Motor                 | Reifen |
| -------------------------- | --- | --------------------- | --------------- | --------------------- | ------ |
| Scuderia Ferrari Marlboro  | 01  | Michael Schumacher    | Ferrari F2002   | Ferrari 3.0 V10       | B      |
| Scuderia Ferrari Marlboro  | 02  | Rubens Barrichello    | Ferrari F2002   | Ferrari 3.0 V10       | B      |
| BMW.WilliamsF1 Team        | 03  | Juan Pablo Montoya    | Williams FW25   | BMW 3.0 V10           | M      |
| BMW.WilliamsF1 Team        | 04  | Ralf Schumacher       | Williams FW25   | BMW 3.0 V10           | M      |
| West McLaren Mercedes      | 05  | David Coulthard       | McLaren MP4-17D | Mercedes-Benz 3.0 V10 | M      |
| West McLaren Mercedes      | 06  | Kimi Räikkönen        | McLaren MP4-17D | Mercedes-Benz 3.0 V10 | M      |
| Mild Seven Renault F1 Team | 07  | Jarno Trulli          | Renault R23     | Renault 3.0 V10       | M      |
| Mild Seven Renault F1 Team | 08  | Fernando Alonso       | Renault R23     | Renault 3.0 V10       | M      |
| Sauber Petronas            | 09  | Nick Heidfeld         | Sauber C22      | Petronas 3.0 V10      | B      |
| Sauber Petronas            | 10  | Heinz-Harald Frentzen | Sauber C22      | Petronas 3.0 V10      | B      |
| Jordan-Ford                | 11  | Giancarlo Fisichella  | Jordan EJ13     | Ford RS 3.0 V10       | B      |
| Jordan-Ford                | 12  | Ralph Firman          | Jordan EJ13     | Ford RS 3.0 V10       | B      |
| Jaguar Racing              | 14  | Mark Webber           | Jaguar R4       | Cosworth 3.0 V10      | M      |
| Jaguar Racing              | 15  | Antonio Pizzonia      | Jaguar R4       | Cosworth 3.0 V10      | M      |
| Lucky Strike BAR Honda     | 16  | Jacques Villeneuve    | BAR 005         | Honda 3.0 V10         | B      |
| Lucky Strike BAR Honda     | 17  | Jenson Button         | BAR 005         | Honda 3.0 V10         | B      |
| Minardi F1 Team            | 18  | Justin Wilson         | Minardi PS03    | Cosworth 3.0 V10      | B      |
| Minardi F1 Team            | 19  | Jos Verstappen        | Minardi PS03    | Cosworth 3.0 V10      | B      |
| Panasonic Toyota Racing    | 20  | Olivier Panis         | Toyota TF103    | Toyota 3.0 V10        | M      |
| Panasonic Toyota Racing    | 21  | Cristiano da Matta    | Toyota TF103    | Toyota 3.0 V10        | M      |

## Klassifikationen

### Qualifying
| Pos. | Fahrer                | Konstrukteur     | Q1         | Q2       | Start |
| ---- | --------------------- | ---------------- | ---------- | -------- | ----- |
| 01   | Fernando Alonso       | Renault          | 1:36,693   | 1:37,044 | 01    |
| 02   | Jarno Trulli          | Renault          | 1:36,301   | 1:37,217 | 02    |
| 03   | Michael Schumacher    | Ferrari          | 1:34,980   | 1:37,393 | 03    |
| 04   | David Coulthard       | McLaren-Mercedes | 1:36,297   | 1:37,454 | 04    |
| 05   | Rubens Barrichello    | Ferrari          | 1:35,681   | 1:37,579 | 05    |
| 06   | Nick Heidfeld         | Sauber-Petronas  | 1:36,407   | 1:37,766 | 06    |
| 07   | Kimi Räikkönen        | McLaren-Mercedes | 1:36,038   | 1:37,858 | 07    |
| 08   | Juan Pablo Montoya    | Williams-BMW     | 1:35,939   | 1:37,974 | 08    |
| 09   | Jenson Button         | BAR-Honda        | 1:36,632   | 1:38,073 | 09    |
| 10   | Olivier Panis         | Toyota           | 1:36,995   | 1:38,094 | 10    |
| 11   | Cristiano da Matta    | Toyota           | 1:36,706   | 1:38,097 | 11    |
| 12   | Jacques Villeneuve    | BAR-Honda        | 1:37,585   | 1:38,289 | 12    |
| 13   | Heinz-Harald Frentzen | Sauber-Petronas  | 1:36,615   | 1:38,291 | 13    |
| 14   | Giancarlo Fisichella  | Jordan-Ford      | 1:36,759   | 1:38,416 | 14    |
| 15   | Antonio Pizzonia      | Jaguar-Cosworth  | keine Zeit | 1:38,516 | 15    |
| 16   | Mark Webber           | Jaguar-Cosworth  | 1:37,669   | 1:38,624 | 16    |
| 17   | Ralf Schumacher       | Williams-BMW     | 1:36,805   | 1:38,789 | 17    |
| 18   | Jos Verstappen        | Minardi-Cosworth | 1:38,904   | 1:40,417 | 18    |
| 19   | Justin Wilson         | Minardi-Cosworth | 1:39,354   | 1:40,599 | 19    |
| 20   | Ralph Firman          | Jordan-Ford      | 1:38,240   | 1:40,910 | 20    |

### Rennen
| Pos. | Fahrer                | Konstrukteur     | Runden | Stopps | Zeit        | Start | Schnellste Runde |
| ---- | --------------------- | ---------------- | ------ | ------ | ----------- | ----- | ---------------- |
| 01   | Kimi Räikkönen        | McLaren-Mercedes | 56     | 2      | 1:32:22,195 | 07    | 1:36,764 (10.)   |
| 02   | Rubens Barrichello    | Ferrari          | 56     | 2      | + 39,286    | 05    | 1:36,542 (24.)   |
| 03   | Fernando Alonso       | Renault          | 56     | 2      | + 1:04,007  | 01    | 1:37,078 (12.)   |
| 04   | Ralf Schumacher       | Williams-BMW     | 56     | 2      | + 1:28,026  | 17    | 1:38,071 (24.)   |
| 05   | Jarno Trulli          | Renault          | 55     | 2      | + 1 Runde   | 02    | 1:37,484 (53.)   |
| 06   | Michael Schumacher    | Ferrari          | 55     | 4      | + 1 Runde   | 03    | 1:36,412 (45.)   |
| 07   | Jenson Button         | BAR-Honda        | 55     | 2      | + 1 Runde   | 09    | 1:38,413 (10.)   |
| 08   | Nick Heidfeld         | Sauber-Petronas  | 55     | 2      | + 1 Runde   | 06    | 1:38,528 (09.)   |
| 09   | Heinz-Harald Frentzen | Sauber-Petronas  | 55     | 2      | + 1 Runde   | 13    | 1:39,287 (19.)   |
| 10   | Ralph Firman          | Jordan-Ford      | 55     | 1      | + 1 Runde   | 20    | 1:39,665 (14.)   |
| 11   | Cristiano da Matta    | Toyota           | 55     | 3      | + 1 Runde   | Box   | 1:38,156 (35.)   |
| 12   | Juan Pablo Montoya    | Williams-BMW     | 53     | 2      | + 3 Runden  | 08    | 1:37,787 (26.)   |
| 13   | Jos Verstappen        | Minardi-Cosworth | 52     | 3      | + 4 Runden  | 18    | 1:39,667 (03.)   |
| –    | Antonio Pizzonia      | Jaguar-Cosworth  | 42     | 3      | DNF         | 15    | 1:38,572 (03.)   |
| –    | Justin Wilson         | Minardi-Cosworth | 41     | 2      | DNF         | 19    | 1:39,752 (12.)   |
| –    | Mark Webber           | Jaguar-Cosworth  | 35     | 1      | DNF         | 16    | 1:38,464 (06.)   |
| –    | Olivier Panis         | Toyota           | 12     | 0      | DNF         | 10    | 1:38,176 (07.)   |
| –    | David Coulthard       | McLaren-Mercedes | 2      | 0      | DNF         | 04    | 1:38,021 (02.)   |
| –    | Giancarlo Fisichella  | Jordan-Ford      | 0      | 0      | DNF         | 14    | –                |
| DNS  | Jacques Villeneuve    | BAR-Honda        | –      | –      | –           | 12    | –                |

Anmerkungen
1. ↑  da Matta musste aus der Boxengasse starten, da er auf dem Weg in die Startaufstellung Probleme mit seinem Wagen hatte.
2. ↑  Villeneuve konnte aufgrund von Elektronikproblemen nicht am Rennen teilnehmen.

## WM-Stände nach dem Rennen
Die ersten acht des Rennens bekamen 10, 8, 6, 5, 4, 3, 2 bzw. 1 Punkt(e).

### Fahrerwertung
| Pos. | Fahrer                | Konstrukteur     | Punkte |
| ---- | --------------------- | ---------------- | ------ |
| 01   | Kimi Räikkönen        | McLaren-Mercedes | 16     |
| 02   | David Coulthard       | McLaren-Mercedes | 10     |
| 03   | Juan Pablo Montoya    | Williams-BMW     | 8      |
| 04   | Rubens Barrichello    | Ferrari          | 8      |
| 05   | Fernando Alonso       | Renault          | 8      |
| 06   | Michael Schumacher    | Ferrari          | 8      |
| 07   | Jarno Trulli          | Renault          | 8      |
| 08   | Ralf Schumacher       | Williams-BMW     | 6      |
| 09   | Heinz-Harald Frentzen | Sauber-Petronas  | 3      |
| 10   | Jenson Button         | BAR-Honda        | 2      |

| Pos. | Fahrer               | Konstrukteur     | Punkte |
| ---- | -------------------- | ---------------- | ------ |
| 11   | Nick Heidfeld        | Sauber-Petronas  | 1      |
| 12   | Jacques Villeneuve   | BAR-Honda        | 0      |
| 13   | Ralph Firman         | Jordan-Ford      | 0      |
| 14   | Jos Verstappen       | Minardi-Cosworth | 0      |
| 15   | Giancarlo Fisichella | Jordan-Ford      | 0      |
| 16   | Cristiano da Matta   | Toyota           | 0      |
| 17   | Antonio Pizzonia     | Jaguar-Cosworth  | 0      |
| –    | Olivier Panis        | Toyota           | 0      |
| –    | Justin Wilson        | Minardi-Cosworth | 0      |
| –    | Mark Webber          | Jaguar-Cosworth  | 0      |

### Konstrukteurswertung
| Pos. | Konstrukteur     | Punkte |
| ---- | ---------------- | ------ |
| 01   | McLaren-Mercedes | 26     |
| 02   | Renault          | 16     |
| 03   | Ferrari          | 16     |
| 04   | Williams-BMW     | 14     |
| 05   | Sauber-Petronas  | 4      |

| Pos. | Konstrukteur     | Punkte |
| ---- | ---------------- | ------ |
| 06   | BAR-Honda        | 2      |
| 07   | Jordan-Ford      | 0      |
| 08   | Minardi-Cosworth | 0      |
| 09   | Toyota           | 0      |
| 10   | Jaguar-Cosworth  | 0      |